# Kemer (district, Antalya)
Kemer is een Turks district in de provincie Antalya en telt 33.153 inwoners (2007). Het district heeft een oppervlakte van 467,8 km². Hoofdplaats is Kemer.
De bevolkingsontwikkeling van het district is weergegeven in onderstaande tabel.
| 1997   | 2000   | 2007   |
| ------ | ------ | ------ |
| 28.936 | 55.092 | 33.153 |

## Gemeenten in het district
Beldibi • Çamyuva • Göynük • Tekirova

## Plaatsen in het district
Beycik • Çıralı • Kuzdere • Ovacık • Ulupınar